# Warsploitation
Warsploitation — подраздел эксплуатационного кино, стереотипные военные боевики категории «Б» про Вьетнам, Камбоджу, Афганистан и так далее, снимавшиеся в основном в 80-е годы XX века. Чаще всего создавались или филиппинцами, или итальянцами, или итальянцами и американцами на Филиппинах. Сюжеты подобных фильмов в основном делятся на два типа: герои должны спасти военнопленных или похитить у врага документы. Огромную роль в «становлении жанра» оказала известная серия про Джона Рэмбо, приключения которого в дальнейшем клонировались и на Филиппинах, и в Индонезии, и в Турции.

## Наиболее известные warsploitation-режиссёры
- Сирио Сантьяго[англ.]
- Тэдди Пэйдж
- Бруно Маттеи
- Фердинандо Балди[англ.]
- Камилло Тети
- Фрэнк Валенти
- Чарли Ордонез

## Фильмы
- Адские рейдеры (Hell Raiders, Индонезия, Гопе Самтани, 1985)
- Ангел смерти	(Angel of Death \ Commando Mengele), Италия, Андреа Бьянки[англ.], 1987)
- Ангелы Вьетнама	(Nam Angels, США-Филиппины,	Сирио Сантьяго,	1989)
- Атака диких котов	Wilds cat attack! Филиппины Францис Джун Посадас	198х
- Атака коммандос (Strike Commando,	Италия, Бруно Маттеи, 1987)
- Безумные женщины-лягушки (Lunatic frog women,	Гонконг, Йон Чин Бон, 1989)
- Военный автобус[англ.] (Warbus, Италия, Фернандо Балди, 1985)
- Военный автобус 2 (Warbus 2: Afganistan — The last war bus,	Италия, Фрэнк Валенти,	1989)
- Война без конца (War Without End,	Филиппины-США,	Тэдди Пэйдж, 1986)
- Волк джунглей (Jungle Wolf, США, Чарли Ордонез,	1986)
- Вторжение в Камбоджу	(Intrusion: Cambodia, Филиппины-США,	Джун Галлардо, 1981)
- Глаз орла — 1	(Eye of the Eagle,	США-Филиппины,	Сирио Сантьяго,	1986)
- Глаз орла — 2 (Eye of the Eagle 2: Inside the Enemy,	США-Филиппины,	Карл Франклин, 1989)
- Глаз орла — 3	(Eye of the Eagle 3: Last Stand at Lang Mei,	США-Филиппины,	Сирио Сантьяго,	1989)
- Двойная мишень (Double Target, Италия, Бруно Маттеи, 1987)
- Дни ада	(Days of Hell,	Италия, Тонино Риччи,	1986)
- Жар джунглей	(Jungle Heat, США-Гонконг,	Джобик Вонг, 1985)
- Заключительная миссия	(Final Mission,	США-Филиппины,	Сирио Сантьяго,	1984)
- Крысы джунглей	(Jungle Rats,	США, Тэдди Пэйдж, 1987)
- Месть (Intikamci,	Турция, Четин Инанч,	1986)
- Миссия «Кобра» — 1	(Cobra Mission, Италия, Фабрицио де Анжелис, 1986)
- Миссия «Кобра» — 2	(Cobra Mission 2, Италия, Камилло Тети,	1989)
- Наёмники-каннибалы	(Cannibal Mercenary,	Таиланд,	Хонг Лу Вонг, 1983)
- Наёмники Золотого Треугольника	(Raiders of the Golden Triangle,	Гонконг-Таиланд,	Сумат Сайчур,	1985)
- Наёмники Обречённого королевства	(Raiders of the Doomed Kingdom,	Гонконг-Таиланд,	Сумат Сайчур,	1985)
- Окончательная репрессия / Крайние меры (Final Reprisal, Филиппины, Тэдди Пэйдж, 1988)
- Отважные коммандос (Daredevil Commando,	Индонезия,	Е. Г. Бэккер, 1985)
- Отряд шлюх	(Hustler Squad, Филиппины, Цезарь Галлардо,	1976)
- Подразделение «Трайдент»	(Trident Force, США-Филиппины, Ричард Смит,	1988)
- Последний американский солдат (The Last American Soldier, Италия, Игнацио Дольче,	1988)
- Рамбу (The Intruder — Pembalasan rambu,	Индонезия, Джопи Бурнама, 1986)
- Рождённый сражаться	(Born to Fight,	Италия,	Бруно Маттеи, 1989)
- Спайдер (Spyder, Филиппины-США, Джо Мари Авеланна,	1988)